# Gare de Camon
 (décembre 2021).
Si vous disposez d'ouvrages ou d'articles de référence ou si vous connaissez des sites web de qualité traitant du thème abordé ici, merci de compléter l'article en donnant les références utiles à sa vérifiabilité et en les liant à la section « Notes et références ».
La gare de Camon est une ancienne gare ferroviaire française de la ligne de Moulin-Neuf à Lavelanet, située sur le territoire de la commune de Camon, dans le département de l'Ariège, en région Occitanie.
Mise en service en 1902, elle est fermée au trafic au cours du XXe siècle (1946 pour les voyageurs, 1973 pour les marchandises).
Aujourd’hui propriété privée agréable à découvrir depuis la voie verte. Une jument de merens vous saluera à votre passage.

## Situation ferroviaire
Établie à 342 mètres d'altitude, la gare de Camon est située au point kilométrique (PK) 104,7 de la ligne de Moulin-Neuf à Lavelanet, entre les anciennes gares de Lagarde et de Chalabre. Elle est localisée à l'écart du bourg de Camon, non loin de l'Hers-Vif.

## Patrimoine ferroviaire
L'ancien bâtiment voyageurs a été transformé en maison d'habitation privée.